# Marcel Granet
Marcel Granet (Luc-en-Diois, 29 febbraio 1884 – Sceaux, 25 novembre 1940) è stato un sociologo, storico delle religioni e sinologo francese.

## Biografia
Discepolo di Marcel Mauss, Marcel Granet fu tra i primi ad introdurre il metodo sociologico negli studi di sinologia.
Professore all'École pratique des Hautes Études a Marcel Granet dobbiamo i primi studi sulla civiltà cinese nei suoi differenti aspetti: dalla religione all'istituzione matrimoniale, dalla poligamia al sistema feudale.
Una delle sue opere principale è Les religions des Chinois (Parigi, 1922) che nell'edizione francese del 1980 contiene una prefazione di Georges Dumézil.

## Opere
- Fêtes et chansons anciennes de la Chine (1919), Paris, Albin Michel, 1982.
  -  Feste e canzoni dell'antica Cina, traduzione di Bianca Candian, Collezione Il ramo d'oro, Milano, Adelphi, 1990.
- La Religion des Chinois (1922), Paris, Albin Michel, 2010.
  -  La religione dei Cinesi, traduzione di Bianca Candian, Milano, Adelphi, 1973.
- Danses et légendes de la Chine ancienne, Paris, 1926.
  -  Danze e leggende dell'antica Cina, traduzione di Elena Riva Akar, a cura di C. Laurenti, Collezione Il ramo d'oro, Milano, Adelphi, 2019, ISBN 978-88-459-3248-9.
- La Civilisation chinoise. La vie publique et la vie privée (1929), Paris, Albin Michel, 1998.
  -  La civiltà cinese antica, traduzione di Giuseppe Casella, Collezione Biblioteca di cultura storica n.42, Torino, Einaudi, 1950.
- La Pensée chinoise (1934), Paris, Albin Michel, 1999.
  -  Il pensiero cinese, traduzione di Giorgio R. Cardona, Milano, Adelphi, 1971-2018.
- La féodalité chinoise, 1952.
- Études sociologiques sur la Chine, Paris, 1953.
- Il linguaggio dei sentimenti, a cura di Bianca Candian, Milano, Adelphi, 1975. [saggi usciti tra il 1911 e il 1928]